# Ardisia guinealensis
Ardisia guinealensis är en viveväxtart som först beskrevs av Cyrus Longworth Lundell, och fick sitt nu gällande namn av C.L. Lundell. Ardisia guinealensis ingår i släktet Ardisia och familjen viveväxter. Inga underarter finns listade i Catalogue of Life.